# Christopher Spring
Christopher Spring, noto Chris (Darwin, 6 marzo 1984) è un bobbista australiano naturalizzato canadese.
Compete per il Canada dall'inverno 2010 e il 13 luglio 2013 acquisì ufficialmente la cittadinanza canadese.

## Biografia
Nato a Darwin, in Australia, Spring ha praticato l'atletica leggera (in particolare i 100 m) sino al 2007, anno in cui si trasferì a Calgary, in Canada, per lavoro. Dal 2008 iniziò a gareggiare in Coppa Nordamericana e nel 2009 partecipò per l'Australia ai campionati mondiali classificandosi 29º nel bob a due in coppia con Duncan Harvey. L'anno seguente prese parte ai XXI Giochi olimpici invernali di Vancouver classificandosi 22º nel bob a due, sempre con Harvey come frenatore.
Nel 2010/11 si aggiudicò la Coppa Nordamericana in tutte e tre le specialità (successo replicato anche nel 2018/19) ed esordì in Coppa del Mondo il 5 febbraio 2011 a Cesana, nell'ultima gara della stagione 2010/11, classificandosi diciassettesimo nel bob a due. Conquistò il suo primo podio il 24 novembre 2012 a Whistler nel bob a quattro e vinse la sua prima gara il 24 gennaio 2016 sempre a Whistler nel bob a due in coppia con Lascelles Brown. Detiene quali migliori piazzamenti in classifica generale il terzo posto sia nel bob a due che nel bob a quattro, ottenuti rispettivamente nel 2017/18 e nel 2013/14 e il quinto in combinata, raggiunto in due occasioni, nel 2013/14 e nel 2017/18.
Prese parte a ulteriori due edizioni dei Giochi olimpici invernali gareggiando per il Canada: a Soči 2014 si classificò al quinto posto nel bob a due e all'undicesimo nel bob a quattro. Quattro anni dopo, a Pyeongchang 2018, fu invece decimo nella specialità a due e sedicesimo in quella a quattro.

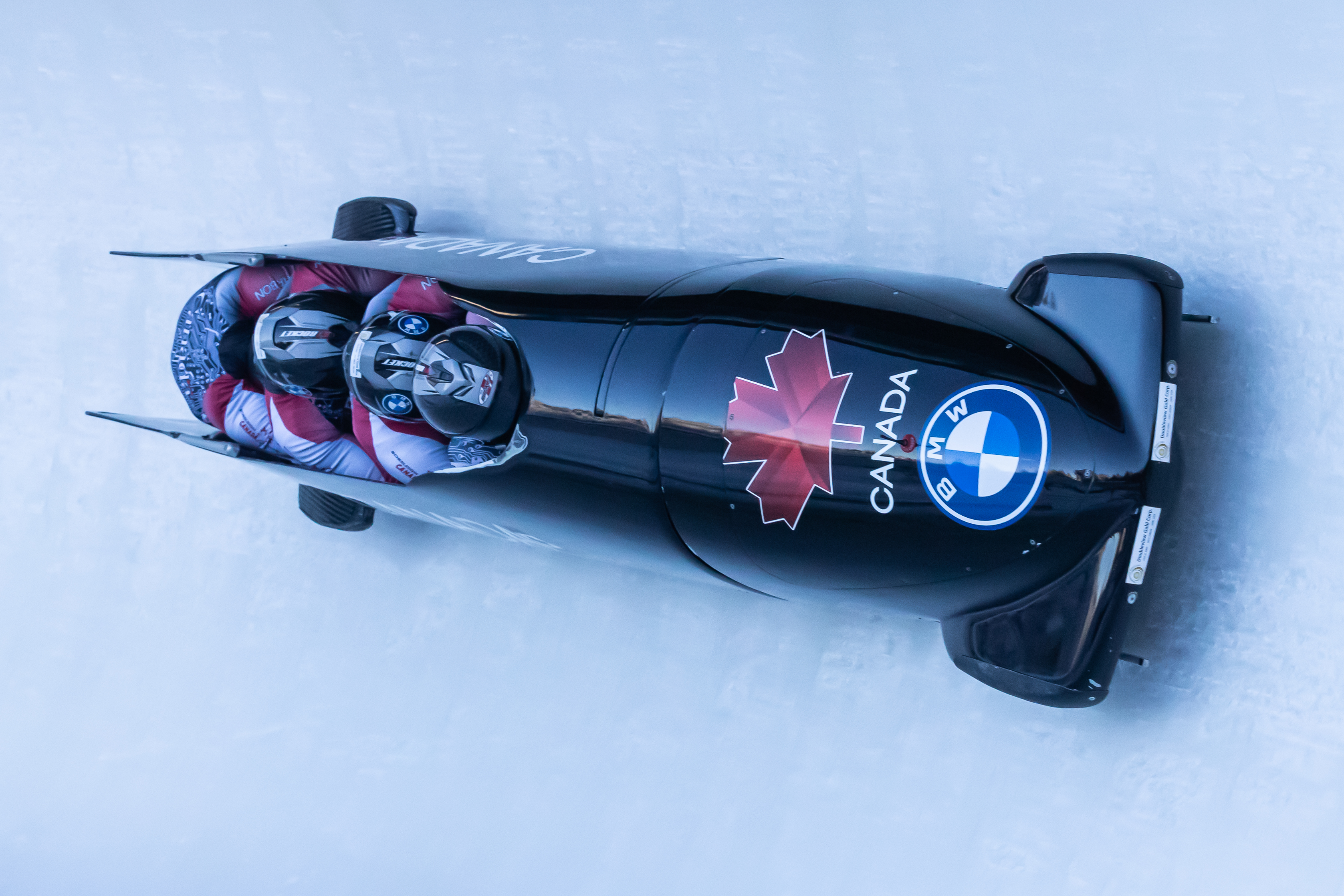
Chris Spring alla guida del bob a quattro ai campionati mondiali di Altenberg 2021

Ha partecipato altresì a otto edizioni dei campionati mondiali. Nel dettaglio i suoi risultati nelle prove iridate sono stati, nel bob a due: ventinovesimo a Lake Placid 2009, diciannovesimo a Schönau am Königssee 2011, sesto a Sankt Moritz 2013, diciottesimo a Winterberg 2015, sesto a Igls 2016, tredicesimo a Schönau am Königssee 2017, quarto a Whistler 2019 e nono ad Altenberg 2021; nel bob a quattro: quattordicesimo a Schönau am Königssee 2011, diciassettesimo a Sankt Moritz 2013, ottavo a Winterberg 2015, dodicesimo a Igls 2016, tredicesimo a Schönau am Königssee 2017, decimo a Whistler 2019 e decimo ad Altenberg 2021; nella gara a squadre: settimo a Schönau am Königssee 2011, ottavo a Igls 2016 e ottavo a Schönau am Königssee 2017.
Si è ritirato dalla carriera agonistca al termine della stagione 2022-2023.

## Palmarès

### Coppa del Mondo
- Miglior piazzamento in classifica generale nel bob a due maschile: 3º nel 2017/18;
- Miglior piazzamento in classifica generale nel bob a quattro maschile: 3º nel 2013/14;
- Miglior piazzamento in classifica generale nella combinata maschile: 5º nel 2013/14 e nel 2017/18;
- 9 podi (5 nel bob a due, 4 nel bob a quattro):
  - 2 vittorie (nel bob a due);
  - 1 secondo posto (nel bob a due);
  - 6 terzi posti (2 nel bob a due, 4 nel bob a quattro).

#### Coppa del Mondo - vittorie
| Data             | Luogo    | Paese  | Disciplina                |
| ---------------- | -------- | ------ | ------------------------- |
| 24 gennaio 2016  | Whistler | Canada | a due con Lascelles Brown |
| 24 novembre 2017 | Whistler | Canada | a due con Neville Wright  |

### Circuiti minori

#### Coppa Europa
- Miglior piazzamento in classifica generale nel bob a due: 20º nel 2020/21;
- Miglior piazzamento in classifica generale nel bob a quattro: 14º nel 2020/21;
- Miglior piazzamento in classifica generale nel bob a due: 16º nel 2020/21;
- 3 podi (2 nel bob a due, 1 nel bob a quattro):
  - 1 vittoria (nel bob a quattro);
  - 1 secondo posto (nel bob a due);
  - 1 terzo posto (nel bob a due).

#### Coppa Nordamericana
- Vincitore della classifica generale del bob a due nel 2010/11 e nel 2018/19;
- Vincitore della classifica generale del bob a quattro nel 2010/11 e nel 2018/19;
- Vincitore della classifica generale della combinata maschile nel 2010/11 e nel 2018/19;
- 31 podi (18 nel bob a due, 13 nel bob a quattro):
  - 14 vittorie (8 nel bob a due, 6 nel bob a quattro);
  - 7 secondi posti (4 nel bob a due, 3 nel bob a quattro);
  - 10 terzi posti (6 nel bob a due, 4 nel bob a quattro).